# 伍德克雷斯特 (加利福尼亞州)
伍德克雷斯特（英語：Woodcrest）是位於美國加利福尼亞州河濱縣的一個人口普查指定地區。

## 地理
伍德克雷斯特的座標為33°52′56″N 117°21′26″W / 33.88222°N 117.35722°W，而該地最高點為海拔高度468米（即1535英尺）。

## 人口
根據2010年美國人口普查的數據，伍德克雷斯特的面積為29.552平方千米，均為陸地。當地共有人口14347人，而人口密度為每平方千米485人。